# 알스헤랴르고디
알스헤랴르고디(아이슬란드어: Allsherjargoði), 복수형 알스헤랴르고다르(아이슬란드어: Allsherjargoðar)는 아이슬란드 자유국의 공직이다. 고디(게르만의 군장들)들은 아이슬란드에 처음 정착한 사람인 잉골프 아르나르손의 후손들을 알스헤랴르고디의 고도르드(goðorð)로 삼으며 매년 알팅그를 축성하게 했다.
930년 알팅그가 처음 만들어졌을 때 잉골프 아르나르손의 아들 토르스테인 잉골프손이 고디였고 곧 초대 알스헤랴르고디를 맡게 되었다. 945년경 토르스테인의 아들 토르켈 마니 토르스테인손이 자리를 물려받았다. 토르켈은 알스헤랴르고디면서 동시에 로그마드이기도 했다.  토르켈의 아들 토르모드 토르켈손이 그 후임으로 984년에서 1020년 사이에 재임했다. 토르모드의 아들 하말 토르모드손이 1055년까지 재임했다. 하말은 토르모드, 토르피, 마르 세 명의 아들이 있었는데 그 중 알스헤랴르고디 직을 물려받은 게 누구인지는 알 수 없다.
1160년 하말의 후손으로 추측되는 구드문드 그리스 아문다손이 알스헤랴르고디로 재임했다. 구드문드는 1197년까지 재임하다 죽고 그 아들 마그누스 고디 구드문다르손이 뒤를 이었다. 마그누스는 1234년까지 재임했다. 마그누스에게는 아들이 없었고 그 다음 알스헤랴르고디가 누구인지는 알 수 없다. 혹설에서는 구드문드 그리스의 조카이며 스노리 스투를루손의 사위인 아르니 오레이다 마그누손이 마그누스 고디 구드문다르손의 후임이라고도 한다. 1262년 아이슬란드 자유국이 노르웨이 왕국에 병합당하면서 알스헤랴르고디 직도 폐지되었다.
현대 아이슬란드의 게르만 종교 부흥운동인 아사트루아르펠라기드의 수장도 알스헤랴르고디라고 한다.

## 알스헤랴르고다르 목록
| 취임             | 퇴임    | 이름                                                    |
| ---------------- | ------- | ------------------------------------------------------- |
| 930년 직책 설치  |         |                                                         |
| 930년경          | 945년경 | 토르스테인 잉골프손(Þorsteinn Ingólfsson)               |
| 945년경          | 984년   | 토르켈 마니 토르스테인손(Þorkell máni Þorsteinsson)     |
| 984년            | 1020년  | 토르모드 토르켈손(Þormóðr Þorkelsson)                   |
| 1020년           | 1055년  | 하말 토르모드손(Hamall Þormóðsson)                      |
| 1055년           | 1160년  | 불명.                                                   |
| 1160년           | 1197년  | 구드문드 그리스 아문다손(Guðmundr gríss Ámundason)      |
| 1197년           | 1234년  | 마그누스 고디 구드문다르손(Magnús góði Guðmundarson)    |
| 1234년           | 1262년  | 불명. 아르니 오레이다 마그누손(Árni óreiða Magnússon)?? |
| 1262년 직책 폐지 |         |                                                         |

## 참고 문헌
- Gunnar Karlsson, Goðamenning. Investigation of the role of the goðar (chieftains) in the Old Commonwealth period. ISBN 9979-3-2553-4. ISK 4990. (2004)